# Камјењ Крајењски
Камјењ Крајењски (пољ. Kamień Krajeński) град је у Пољској у Војводству кујавско-поморском. По подацима из 2012. године број становника у месту је био 2358.

## Становништво
| 2012. |
| ----- |
| 2.358 |